# Grand Prix Formule 1 van Bahrein 2004
De Grand Prix Formule 1 van Bahrein 2004 werd gehouden op 4 april 2004 op het Bahrein International Circuit in Sakhir.

## Uitslag
| Positie | Nummer | Rijder               | Team               | Ronden | Tijd/Opgave | Startplaats | Punten |
| ------- | ------ | -------------------- | ------------------ | ------ | ----------- | ----------- | ------ |
| 1       | 1      | Michael Schumacher   | Scuderia Ferrari   | 57     | 1:28:34.875 | 1           | 10     |
| 2       | 2      | Rubens Barrichello   | Scuderia Ferrari   | 57     | +1.367      | 2           | 8      |
| 3       | 9      | Jenson Button        | BAR-Honda          | 57     | +26.687     | 6           | 6      |
| 4       | 7      | Jarno Trulli         | Renault            | 57     | +32.214     | 7           | 5      |
| 5       | 10     | Takuma Sato          | BAR-Honda          | 57     | +52.460     | 5           | 4      |
| 6       | 8      | Fernando Alonso      | Renault            | 57     | +53.156     | 16          | 3      |
| 7       | 4      | Ralf Schumacher      | Williams-BMW       | 57     | +58.155     | 4           | 2      |
| 8       | 14     | Mark Webber          | Jaguar Racing      | 56     | +1 Ronde    | 14          | 1      |
| 9       | 17     | Olivier Panis        | Toyota             | 56     | +1 Ronde    | 8           |        |
| 10      | 16     | Cristiano da Matta   | Toyota             | 56     | +1 Ronde    | 9           |        |
| 11      | 11     | Giancarlo Fisichella | Sauber - Petronas  | 56     | +1 Ronde    | 11          |        |
| 12      | 12     | Felipe Massa         | Sauber - Petronas  | 56     | +1 Ronde    | 13          |        |
| 13      | 3      | Juan Pablo Montoya   | Williams-BMW       | 56     | +1 Ronde    | 3           |        |
| 14      | 15     | Christian Klien      | Jaguar Racing      | 56     | +1 Ronde    | 12          |        |
| 15      | 18     | Nick Heidfeld        | Jordan-Ford        | 56     | +1 Ronde    | 18          |        |
| 16      | 19     | Giorgio Pantano      | Jordan-Ford        | 55     | +2 Rondes   | 15          |        |
| 17      | 20     | Gianmaria Bruni      | Minardi - Cosworth | 52     | +5 Rondes   | 17          |        |
| Ret     | 5      | David Coulthard      | McLaren - Mercedes | 50     | Luchtdruk   | 10          |        |
| Ret     | 21     | Zsolt Baumgartner    | Minardi - Cosworth | 44     | Motor       | 20          |        |
| Ret     | 6      | Kimi Räikkönen       | McLaren - Mercedes | 7      | Motor       | 19          |        |

## Wetenswaardigheden
- Eerste race: Bahrein, Bahrein International Circuit.
- Rondeleiders: Michael Schumacher 50 (1-9; 12-14; 28-41; 44-57), Rubens Barrichello 6 (10; 25-27; 42-43) en Jenson Button 1 (11).

## Statistieken
| Snelste ronde | Michael Schumacher | Scuderia Ferrari | 1:30.252 |

## Noot
- Dit was de vijfde Grand Prix-start voor een Hongaarse coureur.

2004 · 2005 · 2006 · 2007 · 2008 · 2009 · 2010 · 2012 · 2013 · 2014 · 2015 · 2016 · 2017 · 2018 · 2019 · 2020 · 2021 · 2022 · 2023 · 2024 · 2025 · 2026 · 2027 · 2028 · 2029 · 2029 · 2030 · 2031 · 2032 · 2033 · 2034 · 2035 · 2036